# Kokos (ČSSR)

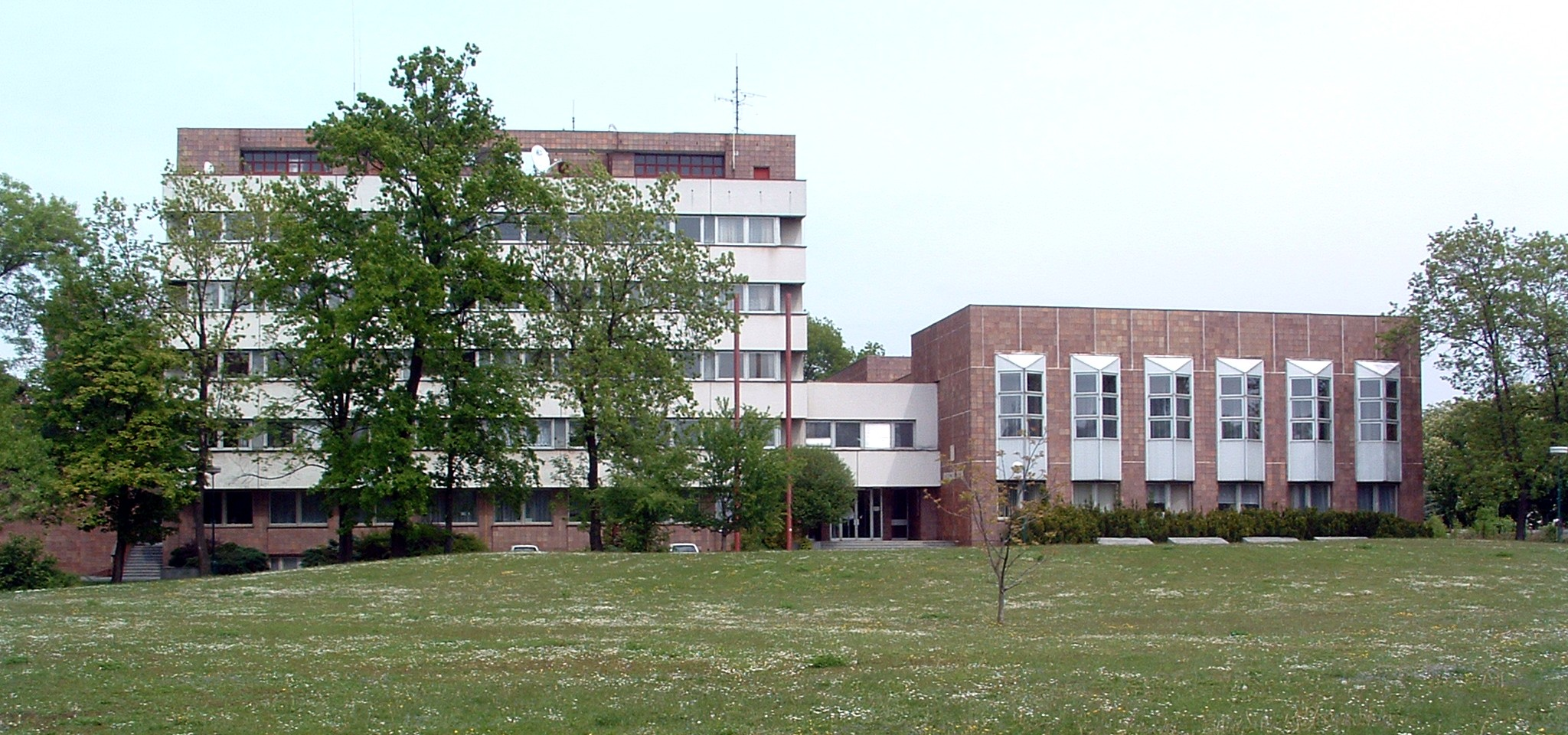
KoKos v Nymburce. Dodnes zde sídlí KSČM

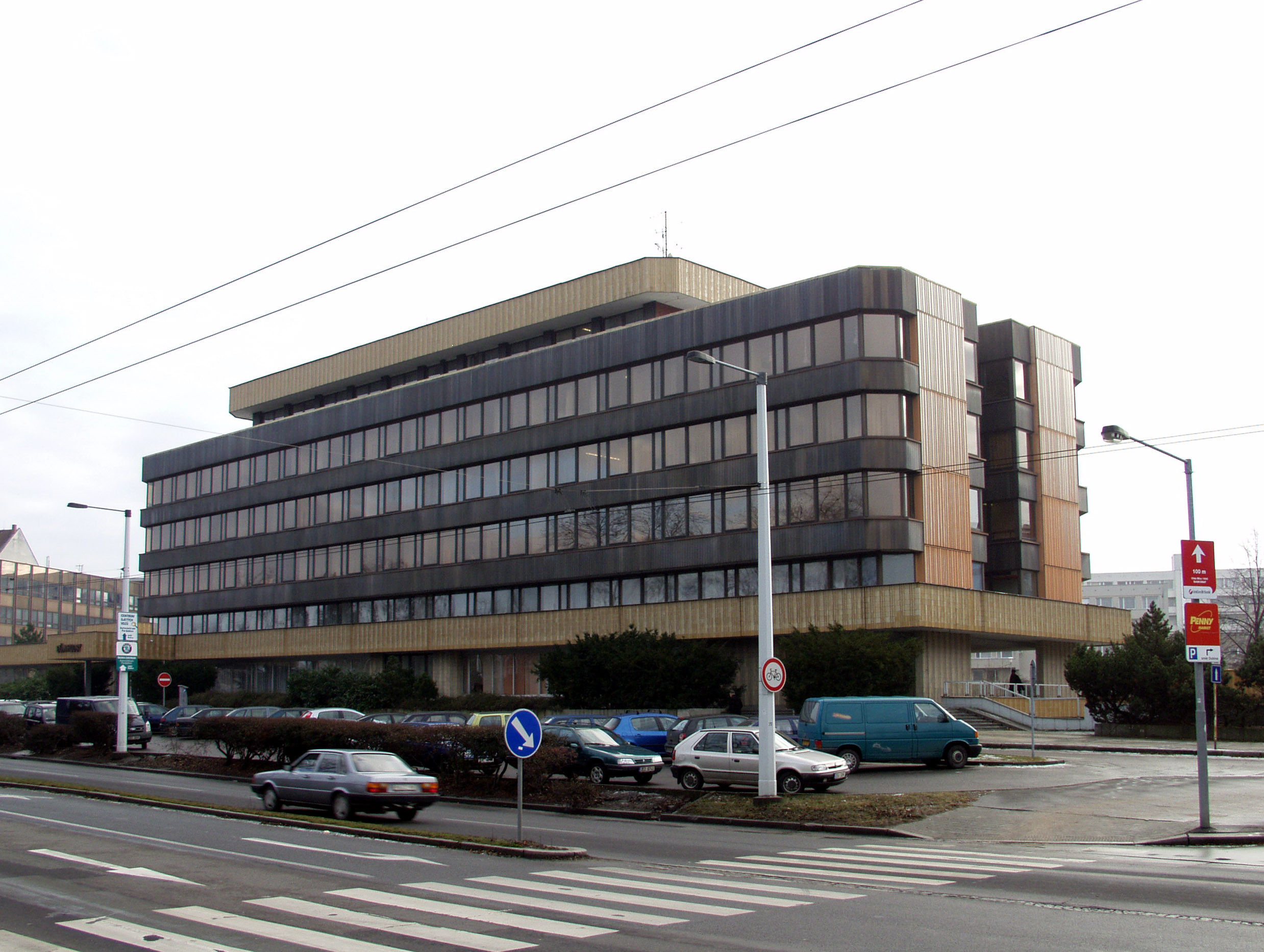
KoKos v Pardubicích, dnešní Dům hudby

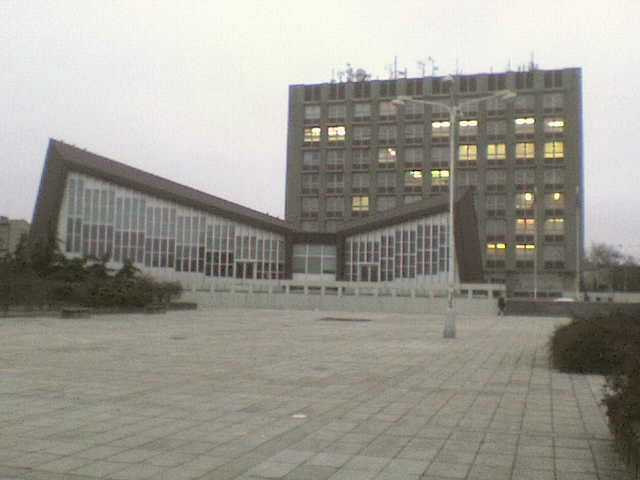
KoKos v Kladně, sídlí zde mj. Fakulta biomedicínského inženýrství ČVUT

Kokos (zkratkové slovo ze spojení komunistický kostel) bylo jedno z lidových pejorativních označení používaných pro budovy stavěné v 70. a 80. letech 20. století jako okresní a krajské sekretariáty KSČ.
Různé přezdívky (kokos byla jedna z nich) vznikly na základě nízké oblíbenosti tehdejšího režimu a zejména proto, že tyto stavby, stavěné často v monstrózním stylu, byly vnímány jako architektonicky a/nebo umělecky nekvalitní. 

## Využití budov
Tyto stavby byly umísťovány do historických jader měst bez ohledu na jejich splynutí se zástavbou. Zejména v menších městech byl kontrast mezi nimi a jejich okolím největší. Po roce 1989 ztratily svůj polický význam a bylo třeba hledat nové využití. Často se tak staly přítěží měst. V některých je využívá policie, někde úřady, jinde chátrají, protože rekonstrukce by byly velmi nákladné. Některá města připravují demolici.

## Kokos v populární kultuře
Typická budova tohoto typu je například zmíněna krátce ve filmu Kolja; nedlouho před listopadem 1989 byla přímo na historickém Mírovém náměstí Úštěku (kde se scéna natáčela) otevřena nová úřední budova KSČ, odlišující se od ostatní zástavby.

## Místní přezdívky
- Kokos – OV KSČ v Děčíně[3]
- "Kreml" – KV KSČ v Hradci Králové[4]
- "Vana" – KV KSČ v Ústí nad Labem[5]
- Kokos – Kladno[6][7]